# Ischnocnema
Ischnocnema es un género perteneciente a la familia de anfibios Brachycephalidae. Es un taxón endémico de las selvas de la Mata Atlántica del nordeste de la Argentina y del sudeste del Brasil; quizá también en zonas adyacentes de Paraguay.

## Distribución
Las 33 especies de este género habitan en los estados del este del Brasil; y en el noreste de la Argentina solamente en la provincia de: Misiones. Posiblemente también habite en el este del Paraguay.
En la Argentina este género fue encontrado en el año 1972 en el arroyo Moncholito (departamento General Manuel Belgrano), y en 1978 en Dos de Mayo (departamento Cainguás). Finalmente también fueron colectados ejemplares en el parque nacional Iguazú (departamento Iguazú), todas localidades de Misiones.

## Hábitat
Su hábitat natural es la selva de la Mata Atlántica.

## Costumbres
Es poco lo que se sabe de este género; posiblemente se alimentan de insectos.

## Reproducción
Se reproduce directamente en tierra, en la hojarasca húmeda del piso de la selva, colocando los huevos en lugares húmedos y protegidos, por ejemplo bajo troncos o piedras del suelo del bosque, desarrollándose directamente allí. Sus huevos son en número de 20 a 30, y de tamaño grande.

## Conservación

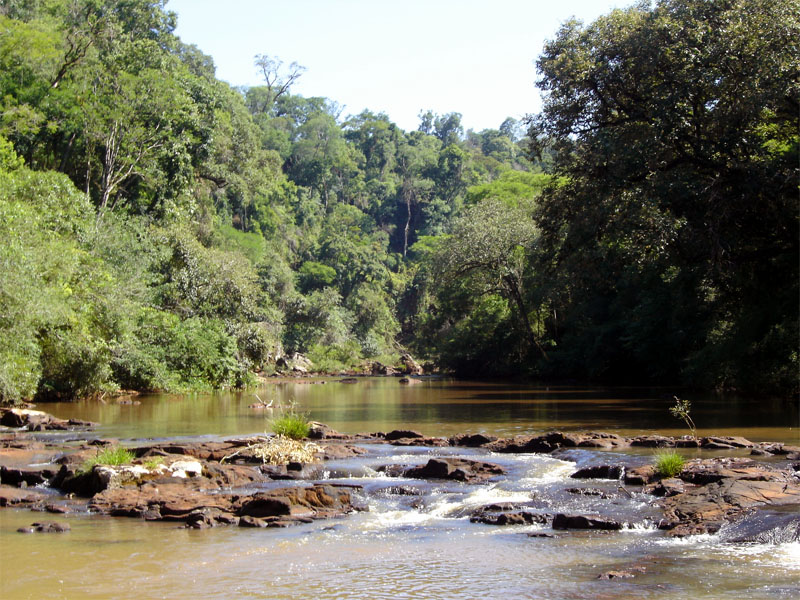
Selva misionera, el ecosistema en que habita este género.

Las principales amenazas para las especies de este género están relacionadas con la pérdida de hábitat debido a la tala intensiva para la agricultura, las forestaciones, el pastoreo para la ganadería, la extracción de madera, los incendios, y los asentamientos humanos.
En el Brasil las especies de este género son protegidas en numerosas áreas de conservación. En la Argentina se lo encuentra en por lo menos un área protegida: el parque nacional Iguazú.

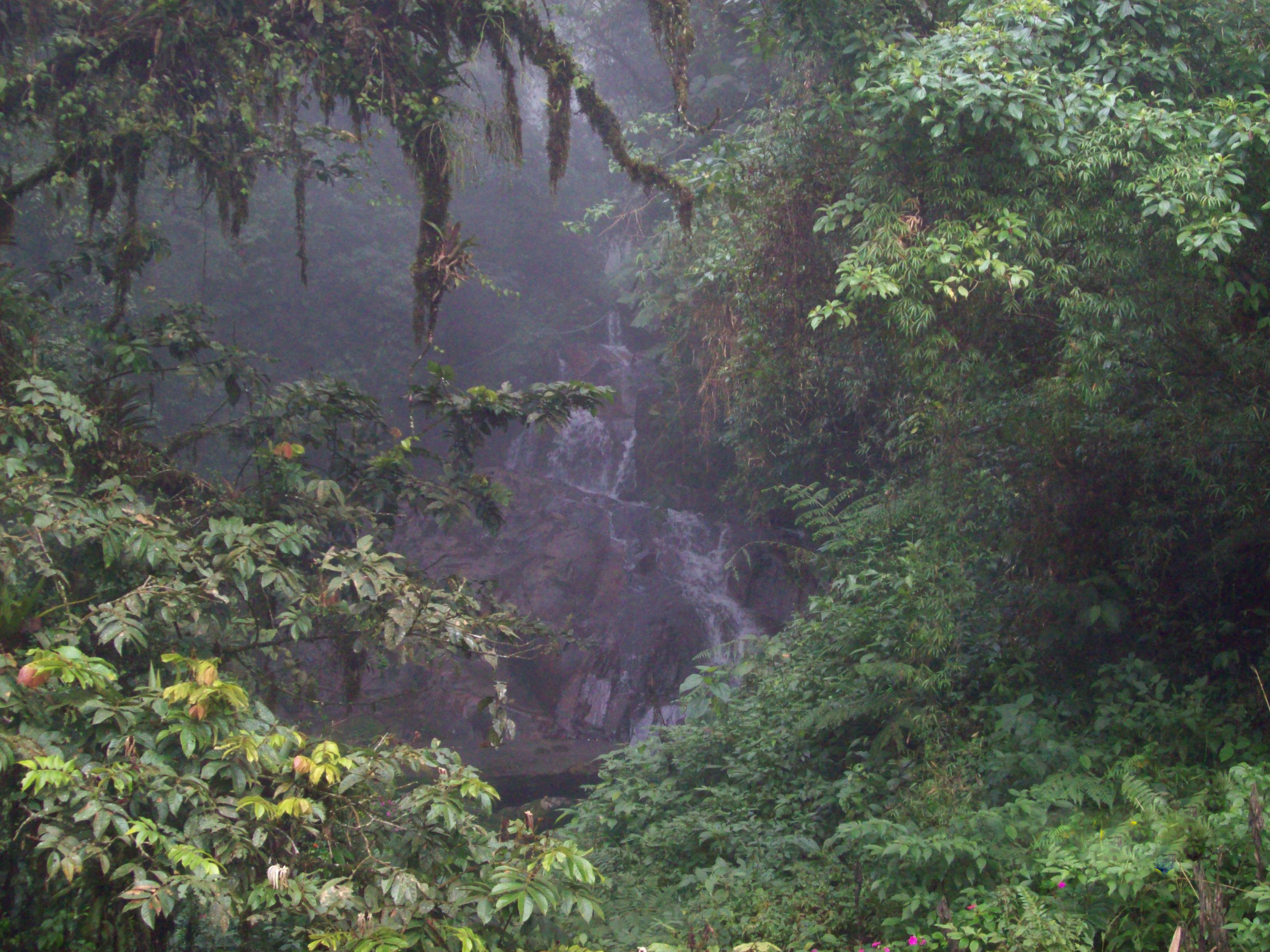
La Mata Atlántica, el ecosistema en que habita este género.

## Lista de especies
Se reconocen las siguientes, según ASW:
- Ischnocnema abdita[7] Canedo & Pimenta, 2010
- Ischnocnema bolbodactyla (Lutz, 1925)
- Ischnocnema concolor Targino, Costa & Carvalho-e-Silva, 2009
- Ischnocnema epipeda (Heyer, 1984)
- Ischnocnema erythromera (Heyer, 1984)
- Ischnocnema gehrti (Miranda-Ribeiro, 1926)
- Ischnocnema gualteri (Lutz, 1974)
- Ischnocnema guentheri (Steindachner, 1864)
- Ischnocnema henselii (Peters, 1870)
- Ischnocnema hoehnei (Lutz, 1958)
- Ischnocnema holti (Cochran, 1948)
- Ischnocnema izecksohni (Caramaschi & Kisteumacher, 1989)
- Ischnocnema juipoca (Sazima & Cardoso, 1978)
- Ischnocnema karst[8] Canedo, Targino, Leite & Haddad, 2012
- Ischnocnema lactea (Miranda-Ribeiro, 1923)
- Ischnocnema manezinho (García, 1996)
- Ischnocnema melanopygia Targino, Costa & Carvalho-e-Silva, 2009
- Ischnocnema nanahallux[9] Brusquetti, Thomé, Canedo, Condez & Haddad, 2013
- Ischnocnema nasuta (Lutz, 1925)
- Ischnocnema nigriventris[10] (Lutz, 1925)
- Ischnocnema octavioi (Bokermann, 1965)
- Ischnocnema oea (Heyer, 1984)
- Ischnocnema paranaensis (Langone & Segalla, 1996)
- Ischnocnema parva (Girard, 1853)
- Ischnocnema penaxavantinho Giaretta, Toffoli & Oliveira, 2007
- Ischnocnema pusilla (Bokermann, 1967)
- Ischnocnema randorum (Heyer, 1985)
- Ischnocnema sambaqui (Castanho & Haddad, 2000)
- Ischnocnema spanios (Heyer, 1985)
- Ischnocnema surda Canedo, Pimenta, Leite & Caramaschi, 2010
- Ischnocnema venancioi (Lutz, 1958)
- Ischnocnema verrucosa Reinhardt & Lütken, 1862
- Ischnocnema vizottoi Martins & Haddad, 2010

## Publicación original
Reinhardt & Lütken, 1862 "1861" : Bidrag til Kundskab om Brasiliens Padder og Krybdyr. Förste Afdeling: Padderne og Öglerne. Videnskabelige Meddelelser fra Dansk Naturhistorisk Forening i Kjøbenhavn, ser. 2, vol. 3, p. 143-242.